# Maladie coronarienne
 Mise en garde médicale
La maladie coronarienne, ou coronaropathie, ou insuffisance coronarienne, est une maladie des artères qui vascularisent le cœur (artères coronaires), ayant pour conséquence une ischémie myocardique, c'est-à-dire un apport en sang insuffisant (ischémie) au muscle cardiaque (myocarde). On distingue classiquement l'angine de poitrine et l'infarctus du myocarde, selon qu'il existe une « simple » souffrance ou une mort (nécrose) d'une partie des cellules du myocarde.
Cette maladie se manifeste principalement par une douleur thoracique caractéristique. Elle peut aussi provoquer une insuffisance cardiaque, une syncope, une mort subite, un trouble du rythme ventriculaire. Enfin, elle peut être asymptomatique (ischémie myocardique silencieuse). De nombreux examens complémentaires permettent de l'explorer, les principaux étant l'électrocardiogramme, l'épreuve d'effort et la coronarographie.
La cause principale de cette maladie est l'athérome, et la prise en charge passe par la réduction des facteurs de risque cardio-vasculaire modifiables (sédentarité, tabagisme, obésité, hypertension artérielle, diabète, dyslipidémie) associée à un traitement spécifique médicamenteux (antiagrégant, bêta-bloquant, inhibiteur de l'enzyme de conversion) et interventionnel (soit angioplastie avec pose d'endoprothèse, soit pontage).

## Rappel anatomique
Les artères coronaires sont les artères qui vascularisent le cœur, et notamment sa composante musculaire, le myocarde. Il existe une artère coronaire gauche et une artère coronaire droite. L'artère coronaire gauche vascularise le ventricule gauche et l'oreillette gauche, tandis que l'artère coronaire droite vascularise le ventricule droit et l'oreillette droite.

## Mécanisme
Le rétrécissement de l'artère peut avoir plusieurs significations :
- le plus souvent, il s'agit d'une plaque d'athérome qui obstrue la lumière de l'artère. Les facteurs de risque principaux sont dans ce cas l'hérédité, l'âge, le sexe masculin, le diabète sucré, le tabagisme, l'hypertension artérielle et l'hypercholestérolémie ;
- plus rarement, l'artère coronaire peut s'obstruer par un embole sanguin ou par un spasme (angor de Prinzmetal) ;
- le rétrécissement peut aussi être d'origine inflammatoire, d'origine radique ou provenir d'une dissection d'une artère coronaire ;
- le trajet de la coronaire peut être intra-myocardique et l'artère peut être comprimée par la contraction (pont myocardique).

## Autres atteintes
- Certaines sont des malformations congénitales : naissance anormale d'une artère coronaire, ou présence d'une fistule entre une artère coronaire et une cavité cardiaque.
- L'artère coronaire peut être anévrysmale soit de manière isolée, soit (chez le jeune enfant) dans le cadre d'une maladie de Kawasaki. Chez l'adulte, une artère anévrismale est associée à un risque important de complications cardiaques[1]. Ces anévrismes sont acquis mais il peut exister un substrat génétique[2].

## Conséquences
La coronaropathie peut être asymptomatique ou se manifester uniquement lors d'un test de dépistage (ischémie myocardique silencieuse).
Elle peut provoquer une angine de poitrine qui peut être stable (douleur pour un même type d'effort, sans aggravation).
Elle peut être responsable d'un syndrome coronarien aigu regroupant les angors instables et les infarctus du myocarde et nécessitant une hospitalisation urgente.
Une ischémie myocardique chronique, de même qu'un infarctus du myocarde, peut entraîner une insuffisance cardiaque dans le cadre d'une cardiopathie ischémique.
L'ischémie  peut provoquer un trouble du rythme ventriculaire : simples extrasystoles ventriculaires, tachycardie ou fibrillation ventriculaire, se manifestant par des palpitations, des malaises, une syncope, voire une mort subite.

## Exploration

### Mise en évidence d'une ischémie myocardique
Plusieurs examens sont pratiqués dans ce but :
- l'électrocardiogramme de repos permet de suggérer une souffrance myocardique évolutive ou ses séquelles ;
- l'épreuve d'effort est un test de dépistage sans valeur localisatrice (ne permet pas de déterminer avec certitude l'artère atteinte en cas de positivité) ;
- la scintigraphie myocardique à l'effort ou sous dipyridamole emploie un traceur radioactif se fixant sur le myocarde et permet un diagnostic topographique ;
- l'échographie de stress (dobutamine, à l'effort ou sous dipyridamole) visualise un défaut de contraction du myocarde en cas d'ischémie ;
- l'IRM cardiaque de stress a également une valeur localisatrice ;
- le score calcique (connu sous l'abréviation CAC, calcul du score calcique des artères coronaires) qui permet par tomodensitométrie ou par un coro-scanner de quantifier les calcifications témoignant de l’existence de processus entrant dans la pathogénie de l'athérosclérose[3].

### Visualisation des coronaires
- Le scanner coronaire permet de visualiser les gros troncs.
- La coronarographie reste l'examen de référence.

## Traitement
La revascularisation des artères coronaires a fait l'objet de la publication de recommandations. Celles de l'« European Society of Cardiology » datent de 2018.

### Traitement de la lésion coronarienne
Le seul moyen d'inverser le cours de la maladie est d'adopter un mode de vie sain : une alimentation saine et équilibrée, une activité physique régulière et un arrêt du tabagisme le cas échéant.
Différents traitements peuvent être proposés :
- médicamenteux : anti-agrégants plaquettaires (aspirine, clopidogrel), hypocholestérolémiants (statines), anti-angineux (bêta-bloquants, inhibiteurs calciques) ;
- une dilatation de l'artère responsable par voie endoluminale (angioplastie coronarienne) ;
- une chirurgie de pontage coronarien.

### Traitement des conséquences de l'atteinte coronarienne
Voir articles :
- Insuffisance cardiaque ;
- Infarctus du myocarde.

### Traitement des facteurs de risque de l'athérome
Comme pour le traitement de l'athérosclérose, le moyen le plus efficace de l'éviter consiste à adopter un mode de vie sain :
- une alimentation saine et équilibrée ;
- une activité physique d'endurance régulière (marche rapide, vélo) pour un total de trois heures par semaine ;
- arrêter le tabagisme le cas échéant.